# Flammes de Paris

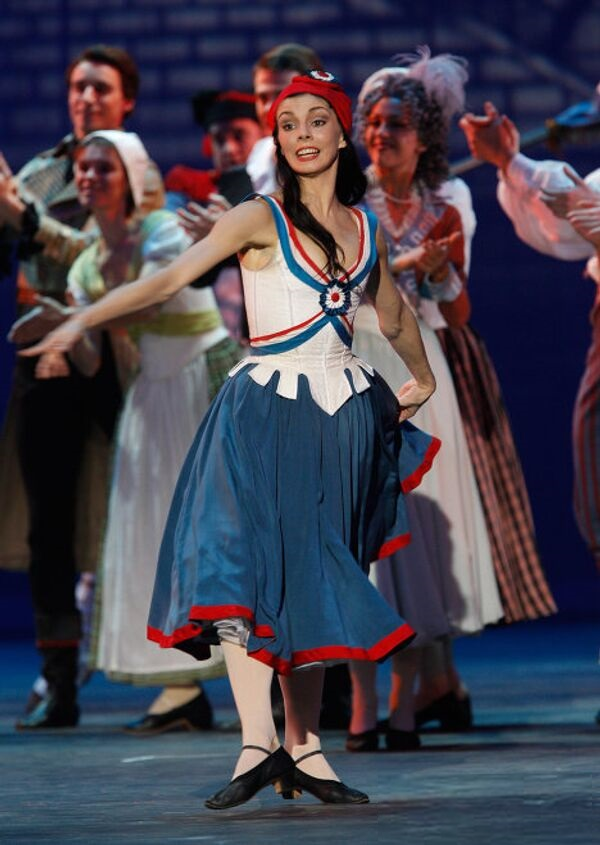
Natalia Osipova dans un extrait de Flammes de Paris lors du gala de réouverture du Théâtre Bolchoï, 28 octobre 2011

Flammes de Paris (Пламя Парижа, Plamia Parija) est un ballet russe en deux actes, dont la musique a été composée en 1932 par Boris Assafiev et dont le sujet est la Révolution française, d'après un livret de Nikolaï Volkov et Vladimir Dmitriyev (ru: (ru)). Le scénario a été tiré du livre de Félix Gras Les Marceliers.
La chorégraphie originelle est de Vassili Vainonen (1901-1964) et la première eut lieu le 7 novembre 1932 au Kirov de Léningrad, aujourd'hui théâtre Mariinsky de Saint-Pétersbourg. Il fut présenté ensuite le 6 juillet 1933 au Théâtre Bolchoï de Moscou qui le reprit en 2008 dans une production d'Alexeï Ratmansky. C'est cette production qui est désormais disponible en DVD et Blu-ray avec Ivan Vassiliev et Natalia Ossipova (Bel Air Classiques).

## Distribution originelle
Au Kirov
- Natalia Doudinskaïa : Mireille de Poitiers
- Vakhtang Tchaboukiani : Jérôme
- Olga Jordan : Jeanne
- Nina Anissimova : Thérèse
- Constantin Sergueïev : Mistral

Au Bolchoï
- Marina Semionova : Mireille de Poitiers
- Alexeï Ermolaïev : Jérôme
- Anastasia Abramova : Jeanne
- Nadejda Kapoustina : Thérèse